# M78
M78 (NGC 2068) е отразяваща мъглявина, разположена по посока на съзвездието Орион. Открита е от Пиер Мешен през 1780 г.
М78 е най-ярката от групата мъглявини, включваща NGC 2064, NGC 2067 и NGC 2071. Тази група, от своя страна, принадлежи на големия газово-прахов комплекс в Орион, който се намира на 1600 св.г. от Земята, и към който принадлежи и M42.
В центъра на мъглявината се намират 2 звезди от 10-а звездна величина. Процесите в тези две звезди, HD 38563A и HD 38563B, са отговорни за образуването на газово-праховия облак, който те осветяват.
В М78 се намират около 45 променливи звезди, от тип Т Телец, млади звезди, незавършили стадия на звездообразуване, както и около 17 обекти на Хербиг-Аро (протослънчеви системи).